# Chemico-Biological Interactions
Chemico-Biological Interactions je recenzirani naučni časopis koji pokriva toksikološke aspekte interakcija između hemikalija i bioloških sistema.

## Spoljašnje veze
- Zvanični veb-sajt